# Sukajadi (Banda Mulia)
Sukajadi is een bestuurslaag in het regentschap Aceh Tamiang van de provincie Atjeh, Indonesië. Sukajadi telt 1139 inwoners (volkstelling 2010).